# Maximilian Beier
Maximilian Beier, né le 17 octobre 2002 à Brandebourg-sur-la-Havel en Allemagne, est un footballeur international allemand qui évolue au poste d'avant-centre au Borussia Dortmund.

## Biographie

### En club
Né à Brandebourg-sur-la-Havel en Allemagne, Maximilian Beier joue notamment pour le Brandenburger SC Süd 05 (en) avant d'être formé par le FC Energie Cottbus, puis le TSG Hoffenheim, qu'il rejoint en 2018. C'est avec ce club qu'il commence sa carrière professionnelle. Il joue son premier match le 8 février 2020, lors d'une rencontre de championnat contre le SC Fribourg. Il entre en jeu en fin de match à la place de Robert Skov et son équipe s'incline par un but à zéro. Avec cette apparition Beier devient, à 17 ans et 114 jours, le plus jeune joueur à jouer un match en professionnel avec le TSG Hoffenheim, dépassant le précédent record détenu jusqu'ici par Niklas Süle, qui avait fait ses débuts à 17 ans et quelques mois de plus.
En octobre 2020 il signe un nouveau contrat avec Hoffenheim, jusqu'en juin 2024. Le 10 décembre 2020, Maximilian Beier est titularisé lors d'un match de Ligue Europa face au KAA La Gantoise. Il se fait remarquer lors de ce match en inscrivant ses deux premiers buts en professionnel et délivre également une passe décisive pour Andrej Kramarić, contribuant ainsi grandement à la victoire de son équipe par quatre buts à un,.
Le 19 août 2021, Maximilian Beier est prêté pour une saison au Hanovre 96.
Le 8 juin 2022, le prêt de Maximilian Beier au Hanovre 96 est prolongé d'une saison supplémentaire.

### Borussia Dortmund
Le 12 août 2024, Maximilian Beier signe en faveur du Borussia Dortmund pour un contrat de cinq ans, soit jusqu'en juin 2029. Il vient notamment renforcer l'attaque du BVB après le départ de Niclas Füllkrug.

### En sélection
Maximilian Beier représente l'équipe d'Allemagne des moins de 17 ans, sélection avec laquelle il participe au championnat d'Europe des moins de 17 ans en 2019. Lors de cette compétition organisée en Irlande il joue trois matchs dont deux comme titulaire. Il se fait remarquer en inscrivant un but lors du premier match, perdu, contre l'Italie (1-3 score final). Avec deux défaites pour une seule victoire, les Allemands sont éliminés dès la phase de groupe.
Maximilian Beier joue son premier match avec l'équipe d'Allemagne espoirs le 8 septembre 2023 face à l'Ukraine. Titularisé ce jour-là, il marque également son premier but en espoir, et participe ainsi à la victoire de son équipe par deux buts à zéro.
Le 14 mars 2024, Maximilian Beier est convoqué pour la première fois avec l'équipe nationale d'Allemagne par le sélectionneur Julian Nagelsmann. Le 16 mai 2024, il fait partie d'une liste provisoire de 27 joueurs sélectionnés par Julian Nagelsmann en vue de préparer l'Euro 2024, avant de se retrouver dans la liste définitive le 7 juin. 

## Statistiques détaillées
| Saison                | Club                  | Championnat           | Championnat | Championnat | Championnat | Coupe(s) nationale(s) | Coupe(s) nationale(s) | Coupe(s) nationale(s) | Compétition(s) continentale(s) | Compétition(s) continentale(s) | Compétition(s) continentale(s) | Compétition(s) continentale(s) | Coupe du monde des clubs | Coupe du monde des clubs | Coupe du monde des clubs | Total | Total | Total |
| Saison                | Club                  | Division              | M.          | B.          | P.d.        | M.                    | B.                    | P.d.                  | Comp.                          | M.                             | B.                             | P.d.                           | M.                       | B.                       | P.d.                     | M.    | B.    | P.d.  |
| 2019-2020             | TSG 1899 Hoffenheim   | Bundesliga            | 6           | 0           | 0           | -                     | -                     | -                     | -                              | -                              | -                              | -                              | -                        | -                        | -                        | 6     | 0     | 0     |
| 2020-2021             | TSG 1899 Hoffenheim   | Bundesliga            | 3           | 0           | 0           | -                     | -                     | -                     | C3                             | 2                              | 2                              | 1                              | -                        | -                        | -                        | 5     | 2     | 1     |
| 2023-2024             | TSG 1899 Hoffenheim   | Bundesliga            | 33          | 16          | 1           | 2                     | 0                     | 0                     | -                              | -                              | -                              | -                              | -                        | -                        | -                        | 35    | 16    | 1     |
| Sous-total            | Sous-total            | Sous-total            | 42          | 16          | 1           | 2                     | 0                     | 0                     | -                              | 2                              | 2                              | 1                              | -                        | -                        | -                        | 46    | 18    | 2     |
| 2021-2022             | Hanovre 96 (prêt)     | 2.Bundesliga          | 30          | 3           | 3           | 3                     | 4                     | 1                     | -                              | -                              | -                              | -                              | -                        | -                        | -                        | 33    | 7     | 4     |
| 2022-2023             | Hanovre 96 (prêt)     | 2.Bundesliga          | 33          | 7           | 0           | 2                     | 1                     | 0                     | -                              | -                              | -                              | -                              | -                        | -                        | -                        | 35    | 8     | 0     |
| Sous-total            | Sous-total            | Sous-total            | 63          | 10          | 3           | 5                     | 5                     | 1                     | -                              | -                              | -                              | -                              | -                        | -                        | -                        | 68    | 15    | 4     |
| 2024-2025             | Borussia Dortmund     | 1.Bundesliga          | 28          | 8           | 7           | 2                     | 0                     | 0                     | C1                             | 12                             | 1                              | 0                              | 3                        | 1                        | 0                        | 45    | 10    | 7     |
| Total sur la carrière | Total sur la carrière | Total sur la carrière | 133         | 34          | 11          | 9                     | 5                     | 0                     | -                              | 13                             | 2                              | 1                              | 3                        | 2                        | 0                        | 158   | 43    | 12    |

### En sélection nationale
| Saison                | Sélection             | Phases finales        | Phases finales | Phases finales | Phases finales | Éliminatoires | Éliminatoires | Éliminatoires | Ligue des nations | Ligue des nations | Ligue des nations | Matchs amicaux | Matchs amicaux | Matchs amicaux | Total | Total | Total |
| Saison                | Sélection             | Compétition           | M              | B              | Pd             | M             | B             | Pd            | M                 | B                 | Pd                | M              | B              | Pd             | M     | B     | Pd    |
| --------------------- | --------------------- | --------------------- | -------------- | -------------- | -------------- | ------------- | ------------- | ------------- | ----------------- | ----------------- | ----------------- | -------------- | -------------- | -------------- | ----- | ----- | ----- |
| 2023-2024             | Allemagne             | Euro 2024             | 1              | 0              | 0              | -             | -             | -             | -                 | -                 | -                 | 1              | 0              | 0              | 2     | 0     | 0     |
| 2024-2025             | Allemagne             | -                     | -              | -              | -              | -             | -             | -             | 2                 | 0                 | 0                 | -              | -              | -              | 2     | 0     | 0     |
| Total sur la carrière | Total sur la carrière | Total sur la carrière | 1              | 0              | 0              | -             | -             | -             | 2                 | 0                 | 0                 | 1              | 0              | 0              | 4     | 0     | 0     |